# Pachysandra procumbens
Espèce
Classification APG III (2009)
Pachysandra procumbens est une espèce de plantes à fleur de la famille des Buxaceae, originaire du Sud-Est des États-Unis depuis la Virginie-Occidentale et le Kentucky jusqu'à la Floride et l'ouest de la Louisiane.

## Description
C'est une herbacée persistante, poussant jusqu'à 30 cm de haut, généralement moins. Les feuilles mesurent 5 à 10 cm de long, avec une marge grossièrement dentée. Les fleurs sont petites, blanches, et portées en grappe de 2 à 3 cm de long.